# Illustrationen
Illustrationen (Illustrazioni) op. 331, è un valzer di Johann Strauss (figlio).
Con la rapida espansione delle pubblicazioni, il XIX secolo fu un'epoca in cui l'arte dell'illustratore fiorì nella letteratura, nelle arti e nella diffusione delle notizie.
La famiglia Strauss e i musicisti del loro periodo beneficiarono della capacità degli artisti e degli incisori, molti dei quali anonimi, la cui fantasia spesso adornava le edizioni per pianoforte delle loro composizioni, contribuendo così ad aumentare le vendite degli spartiti.
Una di queste piccole opere d'arte abbellisce anche la copertina del valzer di Johann Strauss Illustrationen, pubblicato da C.A. Spina il 2 febbraio 1869 (una settimana dopo che il compositore ne diede la prima esecuzione). Il lavoro venne scritto da Strauss per l'annuale ballo del circolo dei giornalisti Concordia, che si tenne nella Sofienbad-Saal il 26 gennaio 1869.
La festa dell'associazione 1869 fu al centro di una lunga relazione da parte del Fremden-Blatt del 28 gennaio:
(Fremden-Blatt)
Questo evento attirò non solo scrittori e artisti, ma anche industriali, banchieri, diplomatici, politici e rappresentanti del mondo teatrale. Il Sindaco di Vienna, Dr. Felder, e il capo della polizia, Von Strobach, furono tra gli ospiti, e per la prima volta anche membri della famiglia imperiale partecipato al ballo Concordia (fra questi gli arciduchi Wilhelm e Albrecht con il futuro re Oscar II di Svezia) e il duca Ernesto II di Sassonia-Coburgo-Gotha).
Il Fremden-Blatt osservò:
(Fremden-Blatt)
L'intrattenimento musicale fu affidato a Johann e ai suoi fratelli, Josef e Eduard (ciascuno dei quali aveva composto un brano per l'evento) che a turno diressero l'orchestra Strauss.
Il Fremden-Blatt proseguì: